# Blutengel
Blutengel je nemačka fjučrpop grupa. Grupu je 1998. godine oformio Kris Pol, nakon što je morao da napusti prethodni bend zbog problema sa zakonom. Tekstovi su uglavnom pisani na nemačkom i engleskom jeziku, i izvođeni muškim i ženskim vokalima.

## Istorija
Grupa je oformljena 1998. godine, nakon što je Pol odlučio da odustane od prethodnog projekta zbog problema sa ugovrima i zakonom. Baš kao i njegov prethodnik, i Blutengel koristi melodičnost elektronske muzike u kombinaciji sa muškim i/ili ženskim vokalima. Tekstovi su fokusirani na sve aspekte ljubavi i tragedije, romantike, pa sve do neobuzdanih aspekata želje. 
Njihov prvi album Child of Glass je objavljen početkom 1999, i ubrzo je osvojio klubove i srca već postojećih društava, i privukao nove obožavatelje sa pesmama "Weg Zu Mir" i "Beauty of Suffering". U to vreme, za ženske vokale bile su zadužene Keti Rolof i Nina Bendigkajt. Međutim, iako je album doživeo uspeh, situacija u kojoj se bend našao, dugo vremena je bila loša.
Konačno, 2001. izdaju novi album, pod nazivom Seelenschmerz, koji je pokrenuo novu eru u kratkoj istoriji benda. Nina je kroz dve godine postajala sve manje uspešnija, pa je zamenjena sa Džini Martin, kao drugi ženski vokal pored Keti. Primamljive pesme kao što su "Seelenschmerz", "Soul of Ice", "Der Spiegel" i "Children of the Night", pretvorile su album u hit. Nedostajao im je samo top 100 nemačkih albuma, što ih je primoralo da nastupe uživo. To je bio prvi koncert od formiranja benda. 1. juna 2001 zauzeli su zavidnu poziciju na "Wave-Gotik-Treffen" mitingu. Na "Dark Storm" festivalu su nastupili sa pesmom "Black Roses" u kojoj je pevala Konstanca Rudert. Bilo kako bilo, to je bio poslednji put da bend nastupa u originalnoj postavi. Par dana kasnije, Keti i Džini su napustile bend iz, kako su objasnile, ličnih razloga, i kasnije su oformile svoj bend, nazvan Tristesse De La Lune. Konstanca, koja je bila zadužena samo da doda duh pesmi "Black Roses", postala je uskoro sastavni deo ženskih vokala, uz Evu Pölzing, koja je zamenila Džini.
Konstanca je 2010. napustila bend zbog svog projekta Cinderella Effect.
Krajem 2002, zbog obima vokalnih mogućnosti i studia sa novim tehničkim mogućnostima, bend je izdao kvalitetan album Angel Dust, koji je stavljen na 58. mesto Top 100 albuma još prve nedelje, zbog hitova poput "Angel of the Night" i "Vampire Romance", što je rezultovalo velikom popularnošću benda. 
2004, izdaju četvrti album Demon Kiss, a potom i DVD sa live pesmama koji se pojavio 2005. Loša vest je bila ta da Eva Pölzing napušta bend bog solo projekta i ličnih razloga. Zamenjena je sa Ulrik Goldman (prethodno pevala u bendu Say Y), koja je u bend unela sasvim novi pravac, koji su neki voleli, dok su stari fanovi bili nezadovoljni. Kris Pol, zauzet turnejama sa bendom Terminal Choice, izdao je samo EP Oxidising Angel, da bi uveo Ulrik u bend, da bi 2007 izdali dugo očekivani novi album po imenu Labyrinth, nakon kog je usledila mini turneja.

### Trenutni članovi
- 1998-do danas: Kris Pol - muški vokal, tekstovi, programiranje
- 2005-do danas: Ulrik Goldman - ženski vokal, tekstovi
- 2010-do danas: Štefi Vajngarten - ženski vokal, tekstovi
- 2010-do danas: Anja Milou - ženski vokal, vizuelni koncept
- 2010-do danas: Dženi - Vizuelni koncept
- 2010-do danas: Maria - Vizuelni konncept

### Bivši članovi
- 1998-2000: Nina Bendigkajt (Sada u Sada u Formalinu, takođe vokal u nekim Seelenkrank albumima)- ženski vokal
- 1998-2002: Keti Rolof (Bila je u Tristesse De La Lune sa Džini, napustila početkom 2007) - ženski vokal
- 2000-2002: Džini Martin (Sada u Tristesse De LA Lune) - ženski vokal
- 2002-2005: Eva Pölzing (Sada u F.O.D) - ženski vokal, tekstovi, vizuelni koncept
- 2001-2009: Sonja Zemler - live performans, vizuelni koncept
- 2002-2010: Konstanca Rudert - ženski vokal, tekstovi, vizuelni koncept

## Diskografija

### Albumi
- 1999: Child of Glass
- 2001: Seelenschmerz
- 2002: Angel Dust
- 2004: Demon Kiss
- 2005: Live Lines
- 2007: Labyrinth
- 2008: Moments Of Our Live's
- 2009: Schwarzes Eis
- 2009: Soultaker
- 2009: Redemption
- 2009: Behind The Mirror
- 2009: Live In Berlin
- 2010: Promised Land
- 2011: Tränenherz
- 2013: Monument
- 2015: Omen
- 2017: Leitbild

### Singlovi
- 2001: Bloody Pleasures
- 2001: Black Roses
- 2002: Vampire Romance-Part 1
- 2003: Forever
- 2004: No Eternity
- 2004: Mein Babylon (Stendal Blast & Blutengel)
- 2005: The Oxidising Angel (EP)
- 2006: My Saviour
- 2007: Lucifer (Purgatory)
- 2007: Lucifer (Blaze)
- 2008: Winter of my Life(Download Single)
- 2008: Dancing in the Light (Forsaken)
- 2008: Dancing in the Light (Solitary)
- 2010: Promised Land
- 2011: Reich Mir Die Hand
- 2011: Über Den Horizont

## Spoljašnje veze
- Offizielle Website
- Offizielle MySpace-Seite